# Фінстергеннен
Фінстергеннен (нім. Finsterhennen) — громада в Швейцарії в кантоні Берн, адміністративний округ Зееланд.

## Географія
Громада розташована на відстані близько 22 км на північний захід від Берна.
Фінстергеннен має площу 3,6 км², з яких на 11,2% дозволяється будівництво (житлове та будівництво доріг), 71,4% використовуються в сільськогосподарських цілях, 16% зайнято лісами, 1,4% не є продуктивними (річки, льодовики або гори).

## Історія
Фінстергеннен вперше згадується близько 1220 р. як Фрайнесгун (нім. Freineshun) і в 1453 р., як Файстен-Геннен (нім. Veisten Hennen). Французькою мовою він був відомий як Грасс-Пуль (фр. Grasse Poule).

## Демографія
2019 року в громаді мешкало 581 особа (+17,6% порівняно з 2010 роком), іноземців було 30,1%. Густота населення становила 163 осіб/км².
За віковим діапазоном населення розподілялося таким чином: 22,9% — особи молодші 20 років, 59,9% — особи у віці 20—64 років, 17,2% — особи у віці 65 років та старші. Було 220 помешкань (у середньому 2,6 особи в помешканні).
Із загальної кількості 165 працюючих 56 було зайнятих в первинному секторі, 49 — в обробній промисловості, 60 — в галузі послуг.